# Jette
Jette este una din cele 19 comune din Regiunea Capitalei Bruxelles, Belgia. Este situată în partea de nord a aglomerației Bruxelles, și se învecinează cu comunele Bruxelles, Koekelberg, Molenbeek-Saint-Jean și Ganshoren din Regiunea Capitalei și cu comunele Asse și Wemmel situate în Regiunea Flandra.

## Istoric

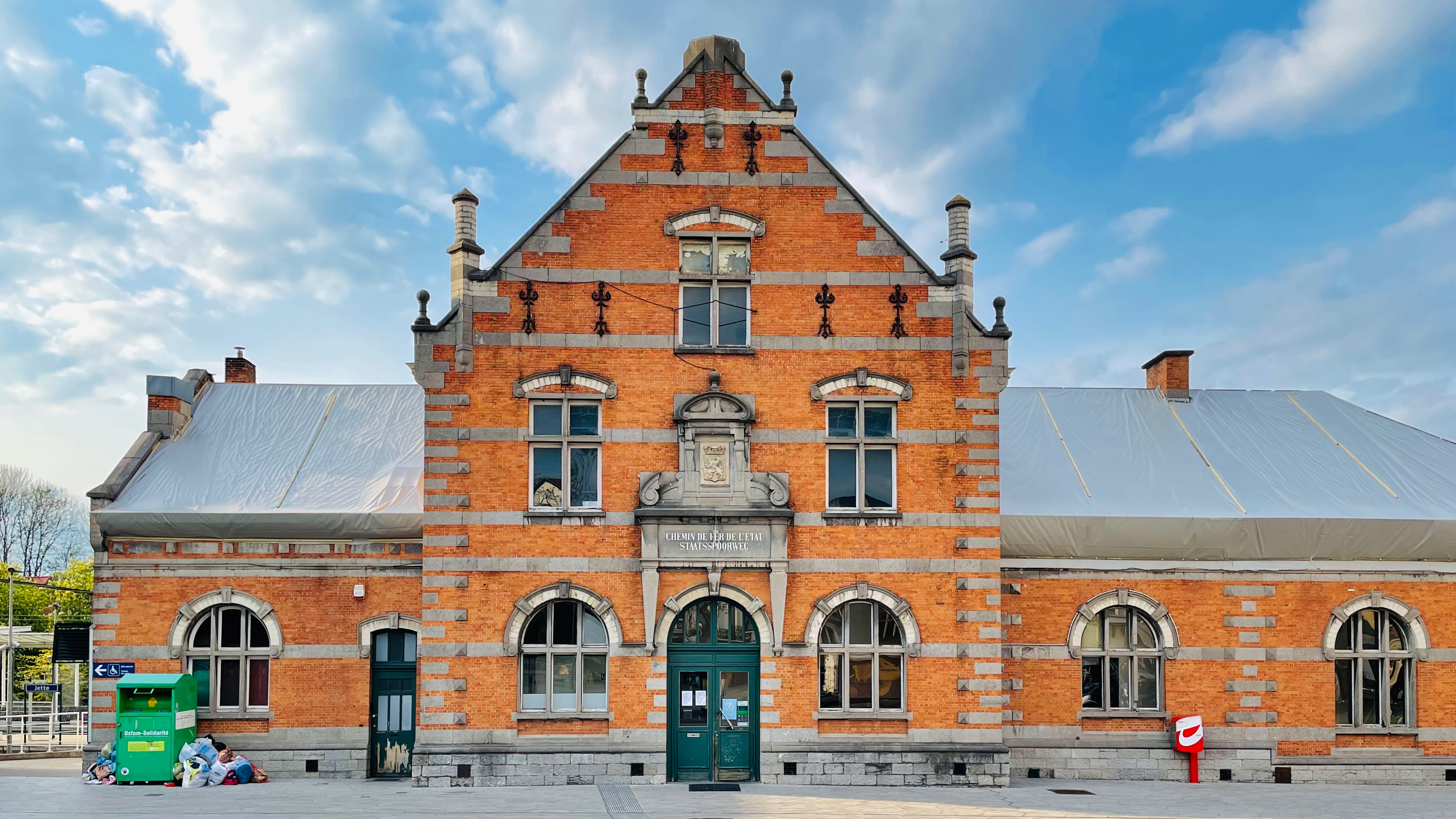
Gara Jette

Pe teritoriul comunei au fost găsite urme ale unor așezări neolitice și romane. În perioada evului mediu teritoriul acesteia era o dependență feudală ce aparținea ducatului de Brabant. Abația Dieleghem a fost fondată în 1095 de către Episcopul de Cambrai sub protecția Ducelui de Brabant. În 1654 teritoriul devine un baronat iar cinci ani mai târziu acesta devine un comitat. 
În anii 1790, în perioada Revoluției Franceze teritoriul a fost reorganizat din punct de vedere administrativ. În 1796 călugării au fost expulzați iar abația Dilinghem a fost distrusă. În 1841 satul Ganshoren a fost separat de comuna Jette, devenind o comună de sine stătătoare. În deceniile următoare, datorită creșterii importanței orașului Bruxelles și datorită expansiunii urbane, comuna Jette a pierdut aspectul rural, devenind o suburbie a orașului Bruxelles.

## Orașe înfrățite
- Sidi Bibi, Maroc
- Jojutla, Mexic

1. ↑  Totale oppervlakte volgens het Kadasterregister, België, gewesten en provincies (în neerlandeză), Algemene Directie Statistiek[*]